# Søndre Langåra
Søndre Langåra est une île de la commune de Frogn , dans le comté d'Akershus en Norvège.

## Description
L'île de 0,25 km2 est située dans le nord du détroit de Drøbak dans l'Oslofjord intérieur. Elle s'étale sur près de 1,3 km de long et possède de nombreux chalets de villégiatures. À la pointe nord se trouve l'horloge à brouillard protégée, qui peut être louée via Kystled Oslofjorden.

## Horloge de brouillard
L'horloge à brouillard (norvégien tåkeklokke), aujourd'hui conservée, a été créée en 1896, et est encastrée dans une tour autoportante construite dans le style suisse, sans avoir été reliée à un phare .
L'horloge de la tour était la seule horloge de brouillard habitée du pays, avec un bâtiment résidentiel pour l'équipage à proximité de l'horloge de brouillard, et est en grande partie préservée telle qu'elle a été construite. À la fois historique et architecturale, l'horloge à brouillard de Søndre Langåra a une grande valeur et est donc protégée en vertu de la loi sur le patrimoine culturel.
Le long du fjord d'Oslo dans la municipalité de Frogn, il y a aussi une autre horloge de brouillard, l'horloge de brouillard Elle, qui a été construite en 1911, fermée en 1983, conservée en 1997 conformément à la loi sur le patrimoine culturel et qui appartient maintenant au musée Follo.

## Galerie

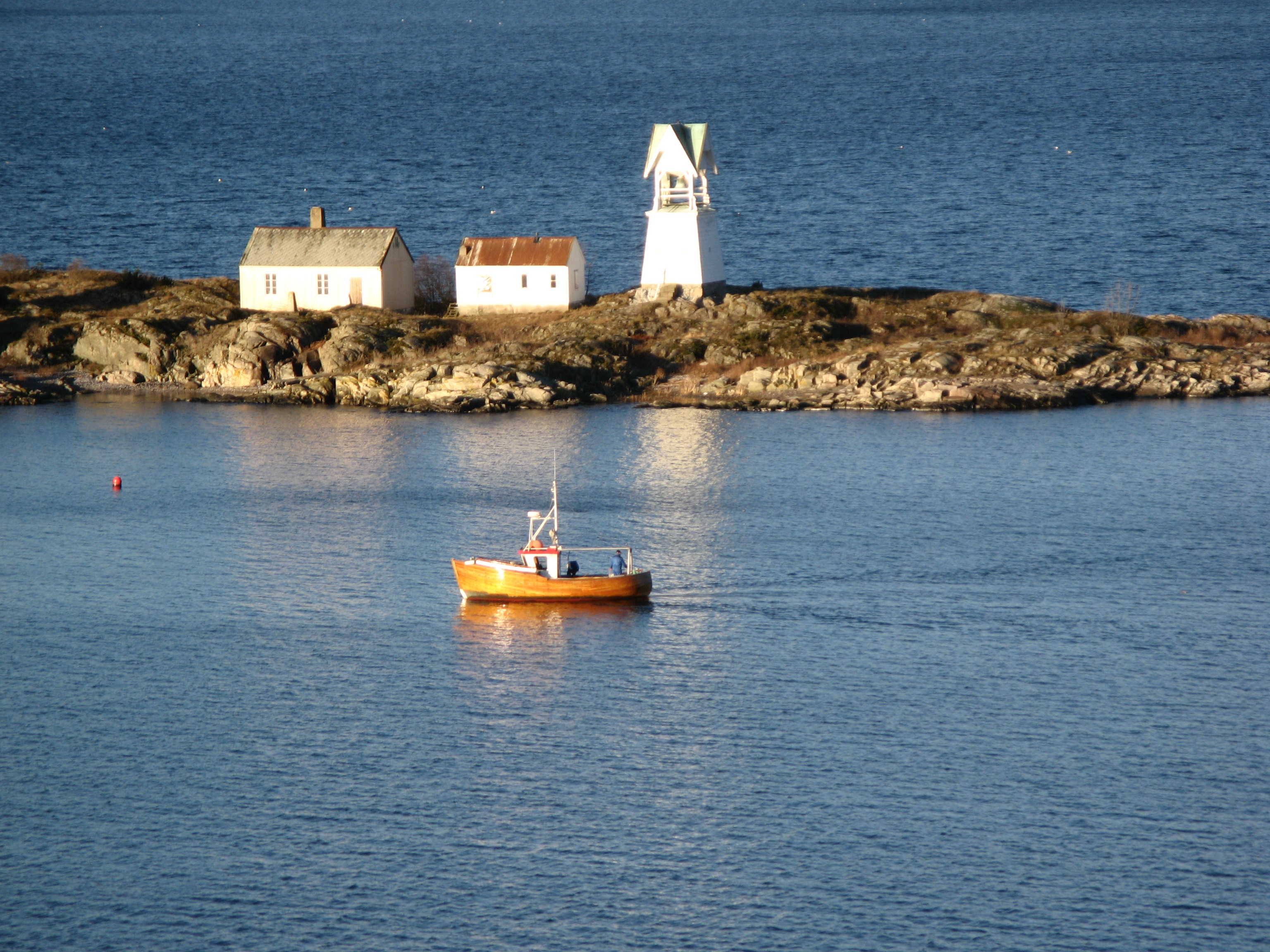
Horloge à brouillard
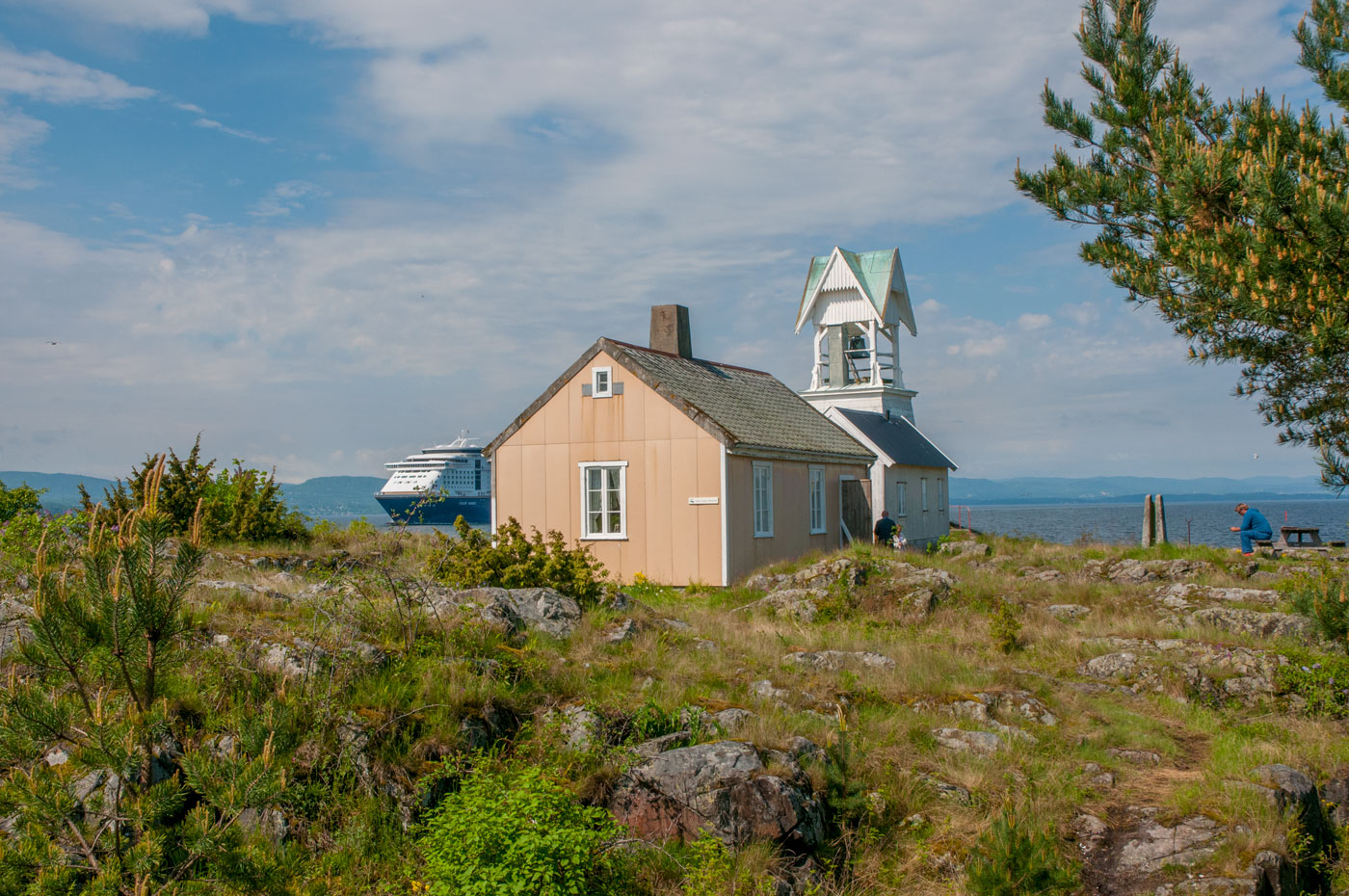
Horloge à brouiilard